# Trinajst selskih žrtev
Trinajst selskih žrtev je skupinsko ime za trinajsterico koroških upornikov proti nacizmu v času 2. svetovne vojne, ko je bila Avstrija priključena Tretjemu Rajhu. Trinajsterica je bila aprila 1943 na montiranem sodnem procesu, ki ga je vodil najzloglasnejši nacistični sodnik dr. Roland Freisler, obtožena in obsojena "priprave na veleizdajo". Sodba je bila izvršena 29. aprila 1943 na Dunaju, vseh trinajst obsojenih je bilo usmrčenih z obglavljenjem. Čeprav vsi člani trinajsterice niso izvirali iz Sel na Koroškem, se je skupine sčasoma prijelo ime Trinajst selskih žrtev, saj so od leta 1949 vsi pokopani prav tam.

## Trinajsterica
Skupino, ki je bila 29. aprila 1943 obglavljena na Dunaju, so sestavljali:  Ivan Dovjak, Franc Gregorič, Florijan Kelih, Urh Kelih, Micka Olip, Tomaž Olip, Jakob Oraže, Janez Oraže, Jernej Oraže, Jurij Pasterk, Franc Pristovnik, Franc Weinzierl in Miha Županc. Za štirinajsto žrtev istega nacističnega procesa velja Tomaž Olip (starejši) iz Obirskega, ki je bil sicer obsojen na 8 let zapora, vendar je kmalu po obsodbi umrl za posledicami gestapovskega mučenja v zaporih v Celovcu. Člani skupine niso izvirali izključno iz Sel, marveč so bili doma iz širšega obmejnega področja na severni strani Karavank, in sicer iz občin Borovlje, Sele in Železna Kapla. 